# Brindis por Pierrot (álbum)
Brindis por Pierrot es un álbum perteneciente al cantautor de música popular uruguaya Jaime Roos. Fue grabado y lanzado por el sello Orfeo en 1985.

## Lista de canciones
1. Brindis por Pierrot
2. Los Olímpicos
3. Aquello
4. Retirada
5. Cometa de La Farola
6. Durazno y Convención
7. Murga de la pica
8. Los futuros murguistas
9. Adiós juventud

- Datos: Q16489816